# Дело «Союза освобождения Украины»
Дело «Союза освобождения Украины» (укр. Процес «Спілки визволення України») — сфабрикованное ОГПУ Украинской ССР в конце 1920-х годов дело о мифической антисоветской организации, инициированное в целях дискредитации украинской научной интеллигенции в рамках централизованной репрессивной политики СССР. К реально существовавшему во время Первой мировой войны Союзу освобождения Украины фигуранты дела никакого отношения не имели.
В ходе судебного процесса 1930 года над «членами» СВУ было репрессировано 474 человек (среди них, например, В. М. Чеховский).
К расстрелу были приговорены 15, приговорено к различным срокам заключения — 192, высланы за пределы Украины — 87, условно осуждены — 3, освобождены от наказания — 124 человека.

## Обвиняемые по делу
- академик Сергей Ефремов (вице-президент ВУАН),
- юрист Зиновий Моргулис (научный сотрудник ВУАН),
- теолог Владимир Чеховский (бывший член ЦК УСДРП и премьер-министр УНР, теолог и руководящий деятель УАПЦ),
- педагог Владимир Дурдуковский (бывший член УПСФ),
- историк Иосиф Гермайзе (профессор Киевского Института Народного Просвещения, бывший член УСДРП),
- литературный критик и писатель Андрей Никовский (бывший член УПСФ и министр иностранных дел УНР),
- писательница Людмила Старицкая-Черняховская (бывший член УПСФ),
- писательница Мария Прохорова (театральная деятельница, преподавательница иностранных языков в киевских гимназиях),
- профессор Александр Черняховский (ученый гистолог, профессор Киевского медицинского института ),
- академик Михаил Слабченко (историк, профессор Одесского Института Народного Образования, бывший член УСДРП),
- профессор Василий Дога (член УСДРП, профессор ВУАН),
- педагог Александр Гребенецкий (научный сотрудник ВУАН),
- языковед Всеволод Ганцов (бывший член УПСФ),
- языковед Григорий Голоскевич (научный сотрудник ВУАН),
- языковед Вадим Шарко (профессор Киевского Кооперативного Института, редактор Института украинского научного языка при ВУАН),
- врач Николай Кудрицкий (научный сотрудник ВУАН, бывший член УСДРП, профессор Киевского медицинского института),
- акушер - гинеколог Крупский Александр Иванович, член медицинской секции ВУАН, доктор медицины, профессор, первый в мире писал медицинские труды на украинском языке,
- языковед Григорий Холодный (научный сотрудник ВУАН),
- языковед-лексикограф Михаил Кривинюк (член УСДП),
- Николай Павлушков (студент Киевского института народного образования, которого советская власть считала основателем Союза украинской молодежи (СУМ)),
- Василий Матушевский (студент Киевского художественного института),
- Борис Матушевский (выпускник Киевского института народного образования).